# Henning Solberg

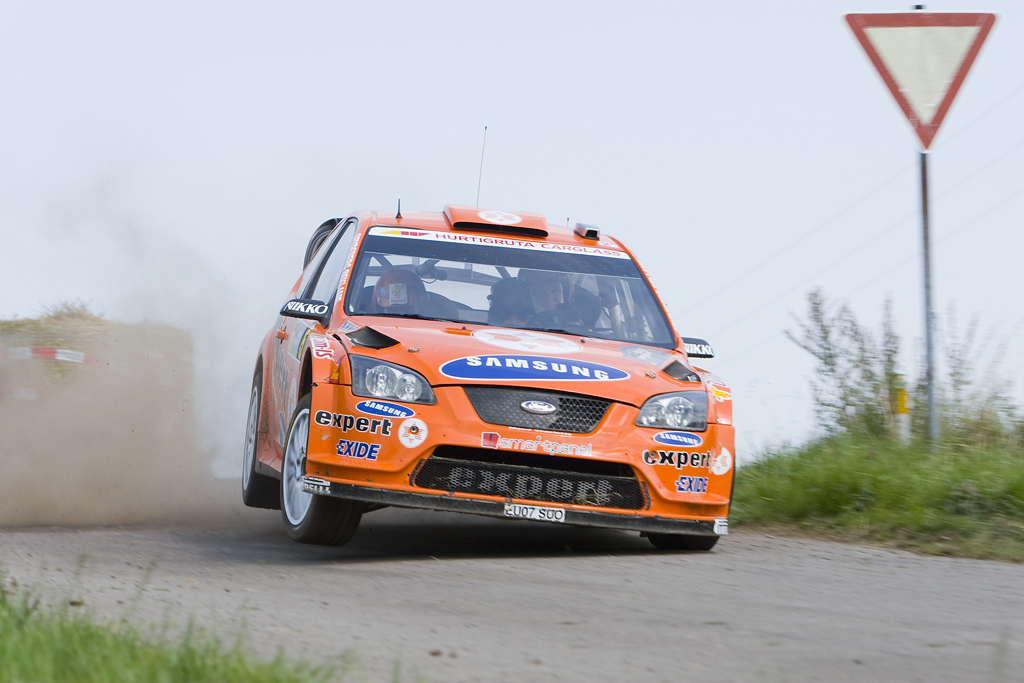
Solberg en 2008

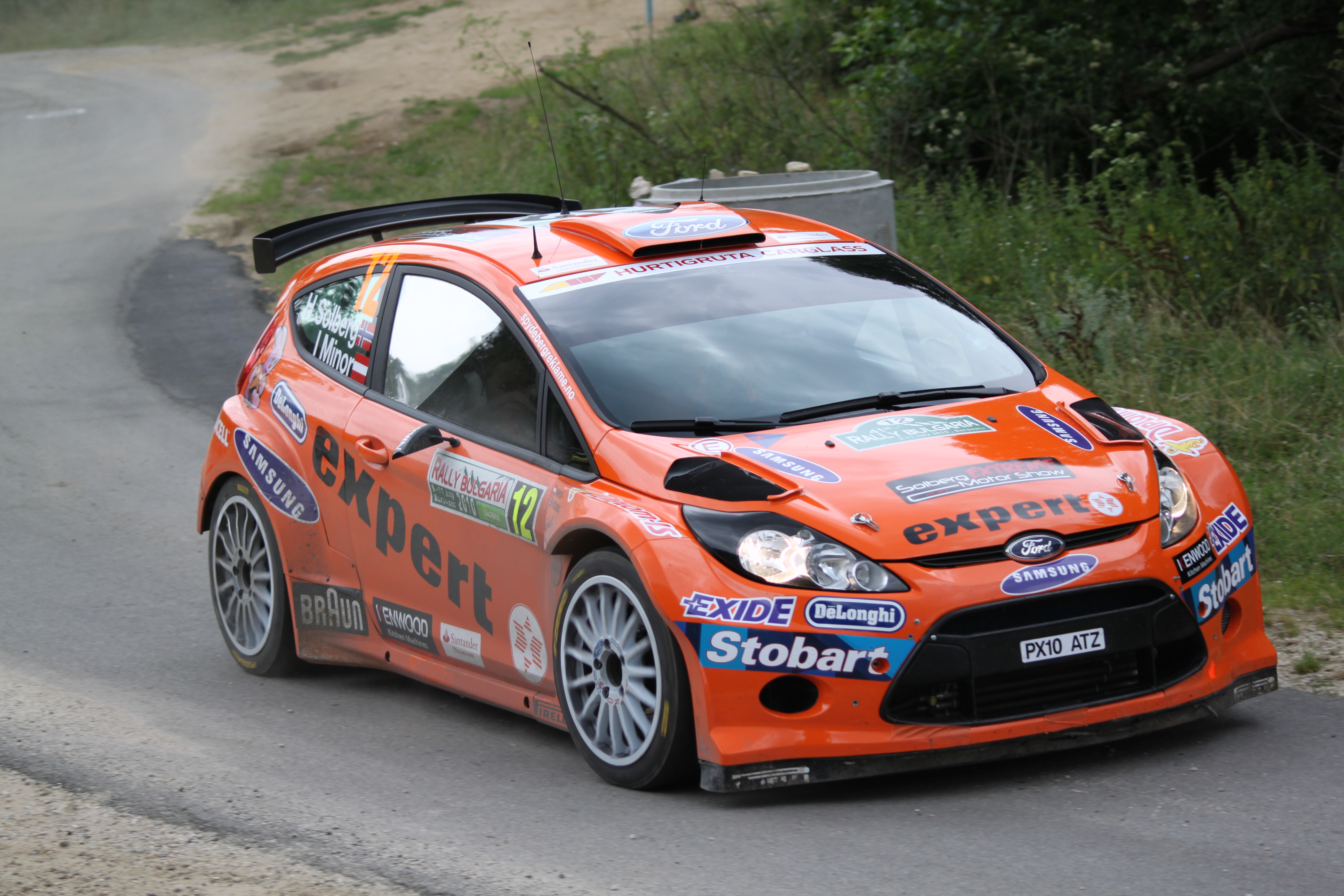
Solberg en 2010.

Henning Solberg, (Askim, Noruega; 8 de enero de 1973) es un piloto de rally noruego que compite desde 1998 en el Campeonato del Mundo de Rally. Es hermano del campeón del mundo Petter Solberg. No ha ganado nunca una carrera pero ha logrado seis terceros puestos, el primero de ellos en Turquía 2006. Ha resultado sexto en el campeonato 2007 y 2009, octavo en 2006 y 2008, y noveno en 2011.
Solberg fue piloto oficial de Ford en 2005, piloto privado en diferentes equipos. Desde 2007 ha competido siempre con automóviles de la marca Ford, Fichó por el equipo Stobart en 2007 y corrió con él hasta 2011.
En 2012 fichó por el equipo estadounidense Go Fast Energy World Rally Team teniendo como compañero de equipo al inglés Matthew Wilson y con el que compitió tan solo las dos primeras pruebas del calendario. Al año siguiente reapareció en el Rally de Suecia donde se inscribió con un Ford Fiesta RS WRC.

## Resultados en el WRC
| Año  | Equipo             | Vehículo                 | 1       | 2       | 3       | 4       | 5       | 6       | 7       | 8       | 9      | 10      | 11     | 12     | 13     | 14      | 15      | 16     | Posición | Puntos |
| ---- | ------------------ | ------------------------ | ------- | ------- | ------- | ------- | ------- | ------- | ------- | ------- | ------ | ------- | ------ | ------ | ------ | ------- | ------- | ------ | -------- | ------ |
| 1998 | Shell Norge        | Toyota Celica GT-Four    | SWE 12  |         |         |         |         |         |         |         |        |         |        |        |        |         |         |        | -        | 0      |
| 1999 | Henning Solberg    | Ford Escort WRC          | GBR Ret |         |         |         |         |         |         |         |        |         |        |        |        |         |         |        | -        | 0      |
| 2000 | Henning Solberg    | Ford Escort WRC          | SWE Ret | POR Ret |         |         |         |         |         |         |        |         |        |        |        |         |         |        | -        | 0      |
| 2000 | Henning Solberg    | Toyota Corolla WRC       |         |         | FIN Ret | GBR 14  |         |         |         |         |        |         |        |        |        |         |         |        | -        | 0      |
| 2001 | Henning Solberg    | Toyota Corolla WRC       | SWE Ret | POR Ret | FIN Ret |         |         |         |         |         |        |         |        |        |        |         |         |        | -        | 0      |
| 2001 | Henning Solberg    | Subaru Impreza WRC       |         |         |         | GBR 13  |         |         |         |         |        |         |        |        |        |         |         |        | -        | 0      |
| 2002 | Henning Solberg    | Toyota Corolla WRC       | SWE 13  | FIN Ret |         |         |         |         |         |         |        |         |        |        |        |         |         |        | -        | 0      |
| 2003 | Henning Solberg    | Mitsubishi Lancer Evo VI | SWE Ret | FIN Ret |         |         |         |         |         |         |        |         |        |        |        |         |         |        | -        | 0      |
| 2004 | Bozian Racing      | Peugeot 206 WRC          | SWE 6   | NZL Ret | CYP Ret | TUR Ret | FIN 10  | GBR 11  | ITA Ret |         |        |         |        |        |        |         |         |        | 19º      | 3      |
| 2005 | Ford               | Ford Focus RS WRC 04     | SWE 5   | ITA 15  | CYP 4   | TUR 11  | GRE Ret | FIN 9   | GBR 10  |         |        |         |        |        |        |         |         |        | 14º      | 9      |
| 2006 | OMV Peugeot Norway | Peugeot 307 WRC          | MON Ret | SWE 8   | MEX 5   | ARG 7   | ITA Ret | GRE 5   | FIN 4   | CYP 6   | TUR 3  | AUS Ret | NZL 12 | GBR 11 |        |         |         |        | 8º       | 25     |
| 2007 | Stobart M-Sport    | Ford Focus RS WRC 06     | MON 14  | SWE 4   | NOR 3   | MEX 9   | POR 11  | ARG 5   | ITA 4   | GRE 5   | FIN 5  | GER 13  | NZL 9  | ESP 10 | FRA 9  | JPN 3   | IRE 16  | GBR 15 | 6º       | 34     |
| 2008 | Stobart M-Sport    | Ford Focus RS WRC 07     | MON 9   | SWE 13  |         | ARG Ret | JOR 4   |         | GRE 8   | TUR 5   | FIN 5  | GER 7   |        |        | FRA 15 |         | GBR Ret |        | 8º       | 22     |
| 2008 | Munchi's           | Ford Focus RS WRC 07     |         |         | MEX 5   |         |         | ITA 7   |         |         |        |         | NZL 9  | ESP 11 |        | JPN Ret |         |        | 8º       | 22     |
| 2009 | Stobart M-Sport    | Ford Focus RS WRC 08     | IRE 4   | NOR 4   | CYP 18  | POR 5   | ARG 3   | ITA 8   | GRE 15  | POL 3   | FIN 30 | AUS 7   | ESP 9  | GBR 5  |        |         |         |        | 6º       | 33     |
| 2010 | Stobart M-Sport    | Ford Focus RS WRC 08     | SWE 6   | MEX 6   | JOR 9   | TUR 17  | NZL 7   | POR Ret |         | FIN Ret | DEU 37 | JPN 7   |        |        | GBR 6  |         |         |        | 8º       | 45     |
| 2010 | Stobart M-Sport    | Ford Fiesta S2000        |         |         |         |         |         |         | BUL 10  |         |        |         | FRA 9  | ESP 8  |        |         |         |        | 8º       | 45     |
| 2011 | M-Sport Stobart    | Ford Fiesta RS WRC       | SWE Ret | MEX 6   | POR 9   | JOR 14  | ITA Ret | ARG DNS | GRE 5   | FIN 7   | DEU 7  | AUS 14  | FRA 6  | ESP 8  | GBR 3  |         |         |        | 9º       | 59     |
| 2012 | Go Fast Energy WRT | Ford Fiesta RS WRC       | MON 13  | SWE 7   | MEX DNS | POR DNS | ARG     | GRE DNS | NZL DNS | FIN DNS | DEU    | GBR     | FRA    | ITA    | ESP    |         |         |        | 20º      | 6      |
| 2013 | Henning Solberg    | Ford Fiesta RS WRC       | MON     | SWE 8   | MEX     | POR     | ARG     | GRE     | ITA     | FIN     | DEU    | AUS     | FRA    | ESP    | GBR    |         |         |        | 12º      | 4      |
| 2014 | Henning Solberg    | Ford Fiesta RS WRC       | MON     | SWE 7   | MEX     | POR 5   | ARG     | ITA 7   | POL 9   | FIN     | DEU    | AUS     | FRA    | ESP    | GBR    |         |         |        | 10º      | 24     |

- Referencias[3]